# Juan 7

Juan 16:14-22 en el lado recto del Papiro 5, escrito alrededor del año 250 d. C.

Juan 7 es el séptimo capítulo del Evangelio de Juan del Nuevo Testamento de la Biblia cristiana. Relata la visita de Jesús a Jerusalén para la fiesta de los Tabernáculos, la posibilidad de su arresto y el debate sobre si es el Mesías. El autor del libro que contiene este capítulo es anónimo, pero la tradición cristiana primitiva afirmó uniformemente que Juan compuso este Evangelio.  Alfred Plummer, en la Cambridge Bible for Schools and Colleges, describe este capítulo como "muy importante para la estimación del cuarto Evangelio. En él, el escenario de la crisis Mesiánica se traslada de Galilea a Jerusalén; y, como es natural, la propia crisis se acalora. Las divisiones, las dudas, las esperanzas, los celos y la casuística de los judíos quedan vívidamente retratados" Juan 7:1 a Juan 8:59 se conoce a veces como el "Discurso de los Tabernáculos". Raymond E. Brown describe el Discurso de los Tabernáculos como "una colección polémica de lo que Jesús dijo en respuesta a los ataques de las autoridades judías a sus afirmaciones".: 315 

## Texto
El texto original fue escrito en griego koiné. Algunos manuscritos tempranos que contienen el texto de este capítulo son: 
- Papiro 75 (175-225 d. C.)
- Papiro 66 (c. 200).
- Codex Vaticanus (325-350)
- Codex Sinaiticus (330-360)
- Codex Bezae (c. 400)
- Codex Alexandrinus (400-440)
- Codex Ephraemi Rescriptus (c. 450; Versículos 1-2 existentes)